# Kosmatka owłosiona
Kosmatka owłosiona, k. orzęsiona (Luzula pilosa) – gatunek byliny należący do rodziny sitowatych (Juncaceae). Występuje na większej części obszarów Europy (brak jej tylko na północnych i południowych krańcach), na Zakaukaziu oraz w północnej Azji, gdzie sięga po wschodnią Syberię i Mongolię. W Polsce jest rośliną bardzo pospolitą na terenie całego kraju.

## Morfologia

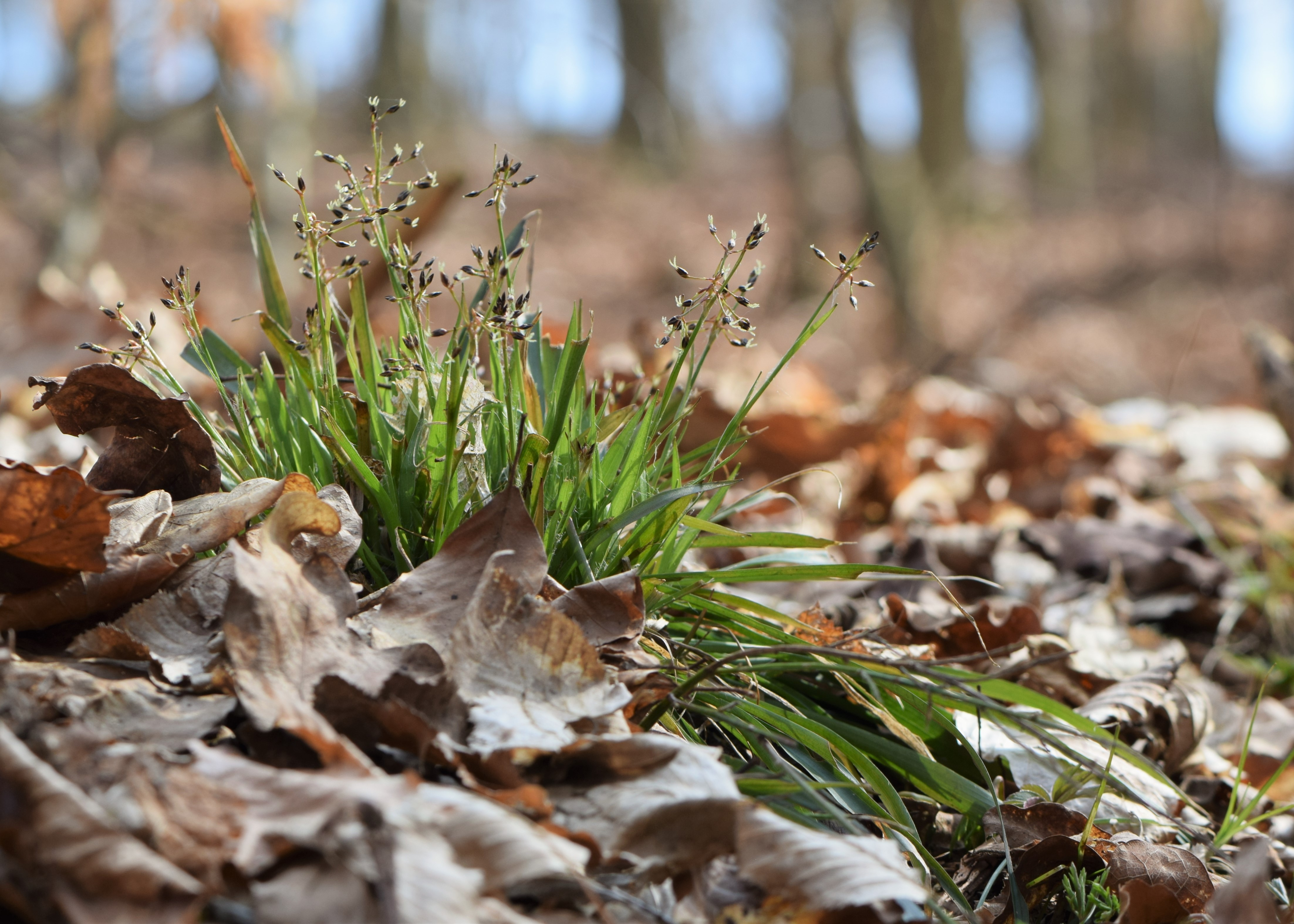
Pokrój

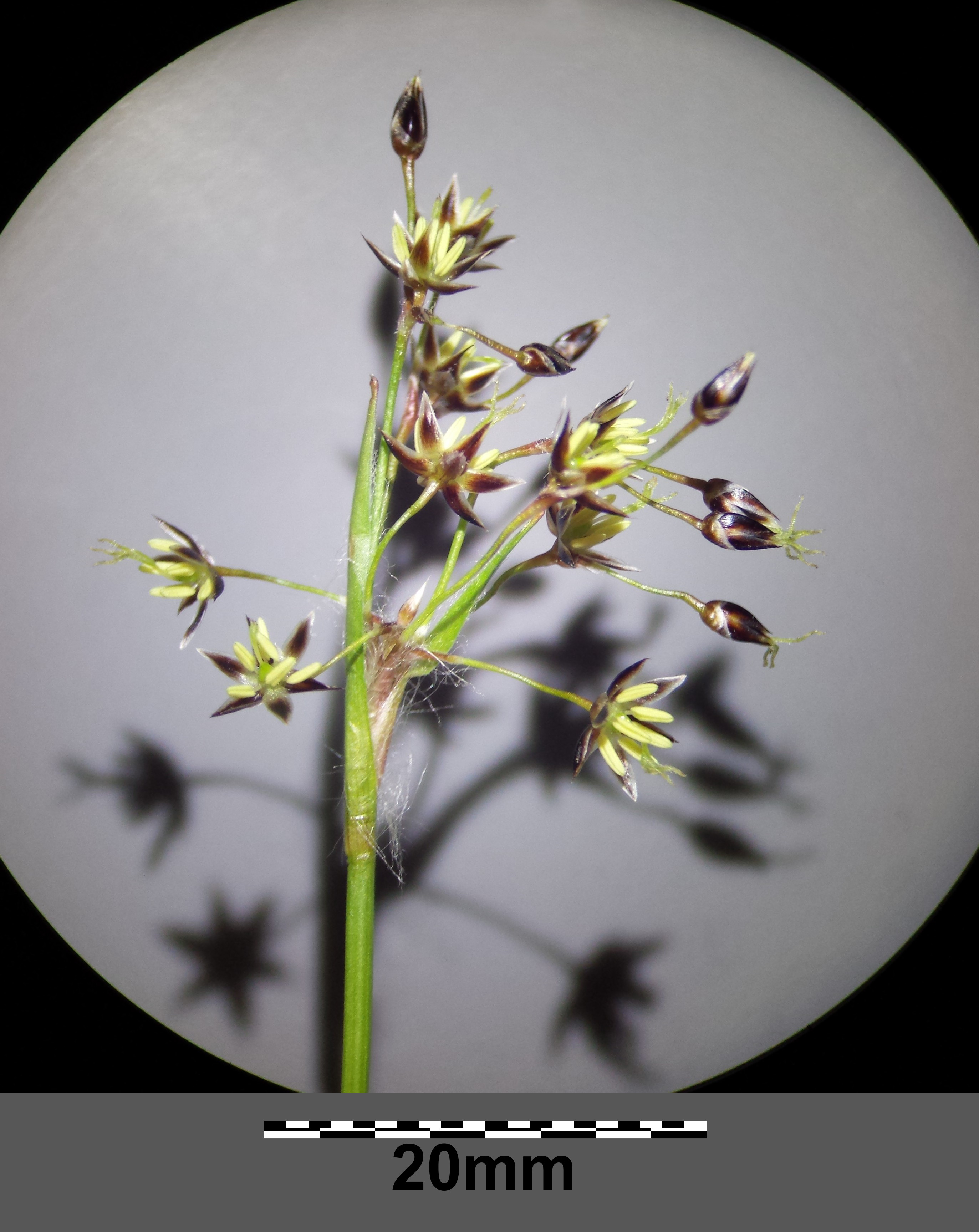
Kwiatostan

PokrójBylina gęstokępkowa osiągająca wysokość do 30 cm. Jest rośliną zimozieloną.
LiścieGłównie liście odziomkowe, mające długość do 20 cm i szerokość 5-10 mm. Liście łodygowe są bardzo małe. Wszystkie liście posiadają długie, wełniste owłosienie, od którego pochodzi gatunkowa nazwa rośliny.
KwiatyZebrane na szczycie łodygi w dużą i rozpierzchłą rozrzutkę z dwoma błoniastymi podsadkami. Na jej wielokrotnie rozgałęzionych gałązkach znajduje się po 1-2 kwiaty. Pojedyncze niepozorne kwiaty mają długość 3-4 mm. 6-krotny okwiat tworzą 2 rzędy brunatnych, lancetowatych, obrzeżonych i ostro zakończonych działek (po 3 w każdym rzędzie). Wewnątrz okwiatu jednokomorowy słupek z trójdzielnym znamieniem i 6 pręcików. Pręciki i słupki dojrzewają równocześnie. Roślina wiatropylna, kwitnie od marca do maja. Jest jedną z najwcześniej kwitnących naszych roślin wiosennych (co prawda kwitnie bardzo niepozornie).
OwocNieco dłuższa od działek okwiatu, trójkątna, brunatnego koloru torebka. Nasiona o długości ok. 1,5 mm zaopatrzone w sierpowaty wyrostek o tej samej długości. Posiadają elajosom i rozsiewane są przez mrówki.

## Biologia i ekologia
Hemikryptofit. Rośnie w lasach i zaroślach na ubogich siedliskach, najczęściej w dąbrowach, kwaśnych buczynach (nadaje nazwę zespołowi – kwaśnej buczynie niżowej Luzulo pilosae-Fagetum) oraz w borach. 

## Zmienność
Tworzy mieszańce z kosmatką gajową, olbrzymią i polną.